# NGC 2206
NGC 2206 (również PGC 18736 lub UGCA 123) – galaktyka spiralna z poprzeczką (SBbc), znajdująca się w gwiazdozbiorze Wielkiego Psa. Odkrył ją 20 stycznia 1835 roku John Herschel.